# ONF
ONF (skrót of On and Off, kor. 온앤오프) – boysband z Korei Południowej założony w 2017 roku przez WM Entertainment. Zespół oficjalnie zadebiutował 2 sierpnia 2017 roku wydając minialbum On/Off. W skład zespołu wchodzą: Hyojin, E-Tion, J-Us, Wyatt, MK oraz U. Laun opuścił grupę 23 sierpnia 2019 roku, krótko przed wydaniem czwartego minialbumu.

## Historia

### Przed debiutem
Przed dołączeniem do WM Entertainment, U był stażystą w JYP Entertainment, a MK był stażystą w Starship Entertainment. W 2015 roku MK uczestniczył w programie survivalowym No.Mercy stacji Mnet i Starship Entertainment, ale został wyeliminowany w 7 odcinku. Podczas pierwszego showcase’u grupy Laun ujawnił, że był stażystą w Big Hit Entertainment i trenował razem z zespołem BTS. 25 maja 2017 roku WM Boys wzięli udział w IDOLCON (아이돌) i wykonali utwór „Original” z ich debiutanckiej płyty.

### 2017–2018: Debiut zON/OFF, udział wMix Ninei japoński debiut

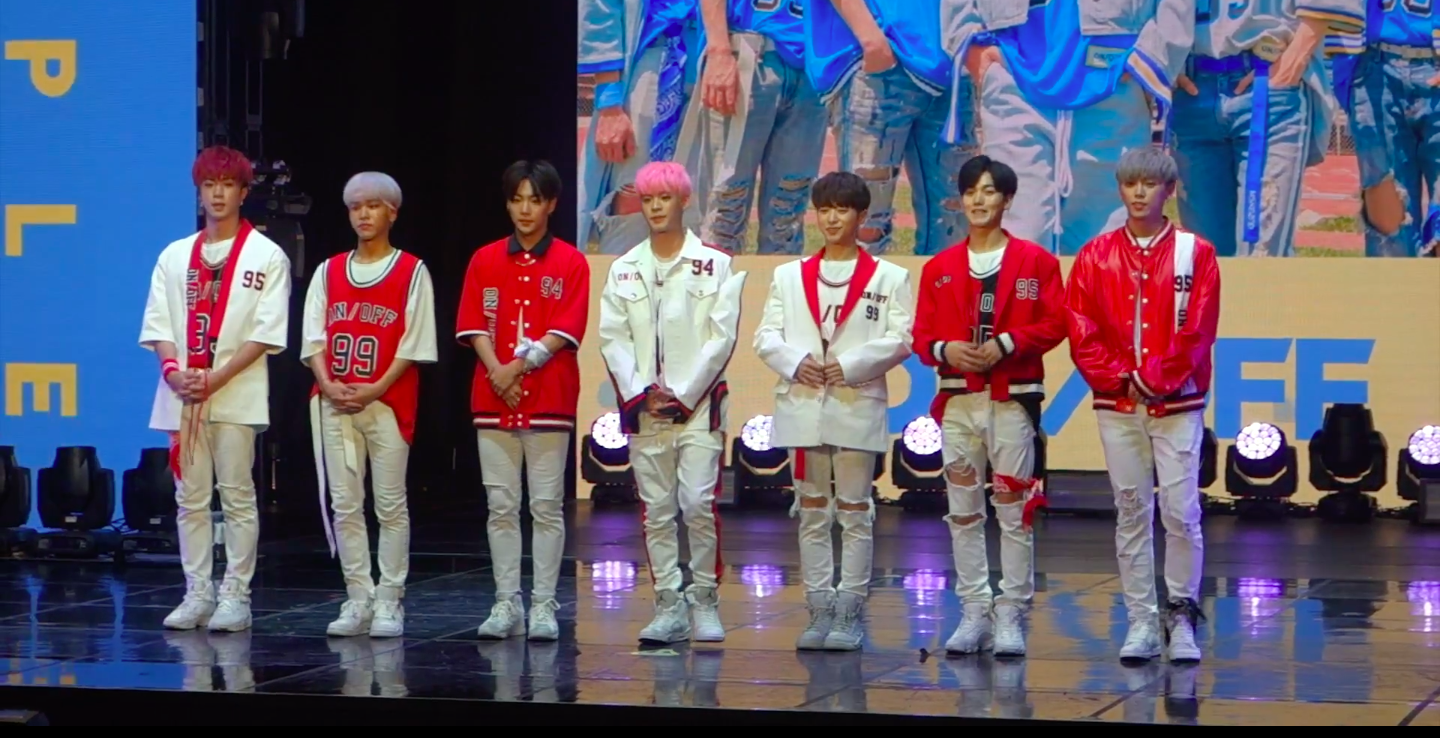
ONF w czerwcu 2018

ONF wydali swój debiutancki minialbum On/Off i główny singel o tym samym tytule 2 sierpnia 2017 roku, a pierwszy występ na scenie odbył się następnego dnia w programie M Countdown. Członkowie zespołu zostali podzieleni na dwie drużyny: „ON” i „OFF”. Hyojin jest liderem drużyny „ON”, w skład której wchodzą E-Tion i MK. J-Us jest liderem drużyny „OFF”, w skład której wchodzą Wyatt oraz U. Laun należał do obu drużyn. Wkrótce po debiucie grupy wszyscy członkowie dołączyli do programu survivalowego Mix Nine w listopadzie 2017 roku, z Hyojinem będącym centrum pierwszego występu Mix Nine „Just Dance”. Ostatecznie znalazł się w najlepszej dziewiątce, którzy wystąpili w ostatnim odcinku programu 26 stycznia 2018 roku, zajmując drugie miejsce, podczas gdy były członek Laun zajął siódme. Dziewięciu najlepszych uczestników z Mix Nine miało zadebiutować jeszcze w tym samym roku, ale ze względu na niezdolność poszczególnych firm do zawarcia umowy projekt został odwołany.
Następnie ONF wydali drugi minialbum You Complete Me i główny singel „Complete” 7 czerwca 2018 roku. Tydzień później zespół podpisał kontrakt z japońską wytwórnią Victor Entertainment, z zamiarem debiutu w Japonii w sierpniu owego roku. Oficjalnie zadebiutowali w Japonii 1 sierpnia wydając japońską wersję ich debiutanckiego singla, do której teledysk ukazał się 3 lipca. 31 lipca, w tokijskim klubie Minavi BLITZ Asaka, odbył się ich debiutancki showcase. 7 września wydali teledysk do drugiego japońskiego singla „Complete (Japanese Ver.)”. Singel CD został wydany 26 września.

### 2019–2020:We Must Love,Go Livei udział wRoad to Kingdom
Trzeci minialbum zespołu, pt. We Must Love, ukazał się 7 lutego 2019 roku. Zawierał pięć utworów, w tym główny „We Must Love” (kor. 사랑하게 될 거야 (We Must Love)). 29 marca w Hongkongu odbył się pierwszy koncert z trasy We Must Love Asia Tour 2019, z kolejnymi planowanymi na kwiecień w Singapurze, Tajpej i Japonii. Przystanek w Singapurze został odwołany. ONF nagrali motyw przewodni do serialu internetowego Chubby Romance 2 (kor. 통통한 연애2) pt. „So Pretty” (kor. 예뻐 죽겠다), który ukazał się 14 lipca.
23 sierpnia WM Entertainment wydało oficjalne oświadczenie, w którym poinformowali, że Laun opuścił ONF i rozwiązał kontrakt z agencją z powodów osobistych. Po jego odejściu, we wrześniu grupa wydała czwarty minialbum Go Live. Płyta zawierała pięć utworów, w tym główny singel „Why”.
20 marca 2020 roku ogłoszono, że ONF wezmą udział w programie Road to Kingdom stacji Mnet. Ich ostatni utwór z programu, „New World” (kor. 신세계 (New World)), został wydany 12 czerwca 2020 roku na płycie Road to Kingdom Final. To był ich pierwszy utwór, który został odnotowany na listach Gaon Digital Chart i Billboard's K-pop Hot 100, osiągając odpowiednio 112. i 97. pozycję. Grupa ostatecznie w programie zajęła drugie miejsce. 10 sierpnia wydali swój piąty minialbum Spin Off, pierwsza od czasu pojawienia się w Road to Kingdom 10 sierpnia. Płyta zawiera siedem utworów, w tym główny singel „Sukhumvit Swimming” (kor. 스쿰빗스위밍 (Sukhumvit Swimming)). Następnie wystąpili w swoim pierwszym serialu internetowym Can I Step In? (kor. 들어가도될까요), którego pierwszy odcinek miał premierę na YouTube 23 grudnia.

### Od 2021:ONF: My NameiPopping
24 lutego 2021 roku ONF wydali swój pierwszy album studyjny, ONF: My Name, który zawierał 10 utworów oraz główny singel „Beautiful Beautiful”. Przed premierą płyty, 20 lutego, ukazał się utwór „My Name Is”. 2 marca grupa zwyciężyła po raz pierwszy w swojej karierze w programie The Show. „Beautiful Beautiful” był pierwszym singlem ONF, który uplasował się w pierwszej dziesiątce, osiągając 7. pozycję na liście Gaon Digital Chart oraz 1. na Gaon Download Chart. 28 kwietnia ukazał się repackage album pierwszego albumu studyjnego, City of ONF, zawierający trzy dodatkowe utwory, w tym z główny singel „Ugly Dance” (kor. 춤춰 (Ugly Dance)).
9 sierpnia ONF wydali letni album Popping składający się z pięciu utworów, w tym głównego singla pt. „Popping” (kor. 여름 쏙 (Popping)).
2 listopada ogłoszono, że wszyscy członkowie, z wyjątkiem U, rozpoczną służbę wojskową w grudniu.

## Członkowie

### Obecni
| Pseudonim   | Pseudonim | Prawdziwe imię | Prawdziwe imię | Data urodzenia         | Pozycja                            |
| Latynizacja | Hangul    | Latynizacja    | Hangul/Kanji   | Data urodzenia         | Pozycja                            |
| ----------- | --------- | -------------- | -------------- | ---------------------- | ---------------------------------- |
| Hyojin      | 효진      | Kim Hyo-jin    | 김효진         | 22 kwietnia 1994(dts)  | lider, główny wokal                |
| E-Tion      | 이션      | Lee Chang-yun  | 이창윤         | 24 grudnia 1994(dts)   | prowadzący wokal                   |
| J-Us        | 제이어스  | Lee Seung-joon | 이승준         | 13 stycznia 1995(dts)  | wokal, taniec                      |
| Wyatt       | 와이엇    | Shim Jae-young | 심재영         | 23 stycznia 1995(dts)  | rap, taniec                        |
| MK          | 엠케이    | Park Min-kyun  | 박민균         | 16 listopada 1995(dts) | wokal, rap                         |
| U           | 유        | Mizuguchi Yūto | 水口裕斗       | 16 marca 1999(dts)     | taniec, wokal wspomagający, maknae |

### Byli
| Pseudonim   | Pseudonim | Prawdziwe imię | Prawdziwe imię | Data urodzenia        | Pozycja                            |
| Latynizacja | Hangul    | Latynizacja    | Hangul         | Data urodzenia        | Pozycja                            |
| ----------- | --------- | -------------- | -------------- | --------------------- | ---------------------------------- |
| Laun        | 라운      | Kim Min-seok   | 김민석         | 12 sierpnia 1999(dts) | główny tancerz, wokal wspomagający |

## Dyskografia

### Albumy studyjne
- ONF:My Name (2021)
- City of ONF (2021, repackage)

### Minialbumy
- On/Off (2017)
- You Complete Me (2018)
- We Must Love (2019)
- Go Live (2019)
- Spin Off (2020)
- Popping (2021)
- Goosebumps (2021)

### Single
Koreańskie
- „ON/OFF” (2017)
- „Complete” (kor. 널 만난 순간) (2018)
- „We Must Love” (2019)
- „Why” (2019)
- „New World” (kor. 신새계) (2020)

Japońskie
- „ON/OFF” (2018)
- „Complete” (2018)